# Škoda Enyaq iV
A Škoda Enyaq iV egy elektromos autótípus, melyet a Škoda Auto gyárt. Ez a Škoda első olyan sorozatgyártású járműve, amely a Volkswagen AG Modular E-Drive Toolkit (MEB) elektromos autó platformjára épül.

## Általános információk
A Škoda akkumulátoros elektromos SUV fejlesztését a két Škoda Vision E koncepcióautó vetítette előre 2017-ben és 2019-ben. A sorozatgyártású jármű számos tervezési jellemzőt átvett ezektől a koncepciójárművektől, de a karosszéria alakja más, különösen hátul, mivel az Enyaq iV a tanulmányautókkal ellentétben nem kupé. Műszakilag az Enyaq iV szorosan kapcsolódik a Volkswagen ID.4-hez, de nem a Volkswagen zwickaui gyárában, hanem a Škoda Mladá Boleslav-i gyárában gyártják. Az ottani bérköltségek alacsonyabb árat tesznek lehetővé a Volkswagen-modellhez képest. A gyártó április 1-jén mutatta be a sorozatgyártású modellt. 2020 szeptemberében Prágában mutatták be először a nyilvánosság előtt. A gyártás 2020 novemberében indult. Az első szállításokra 2021 áprilisában került sor.
Az Enyaq Coupé RS iV-vel 2022. január 31-én bemutatták a laposabb tetővel rendelkező változatot.

### Név
Az „Enyaq” név 2020 februárjában jelent meg; Az „Enya” ír lánynév, jelentése „életforrás” ír nyelven. A végén található Q a márka összes SUV-ja nevének része. Az „iV” utótag „i”-je az „innovatív, intelligens, inspiráló” három jellemzőt jelöli. A „V” betű a Škoda autóknál az angol vehicle (magyarul: jármű) szót jelenti.

## Technológia

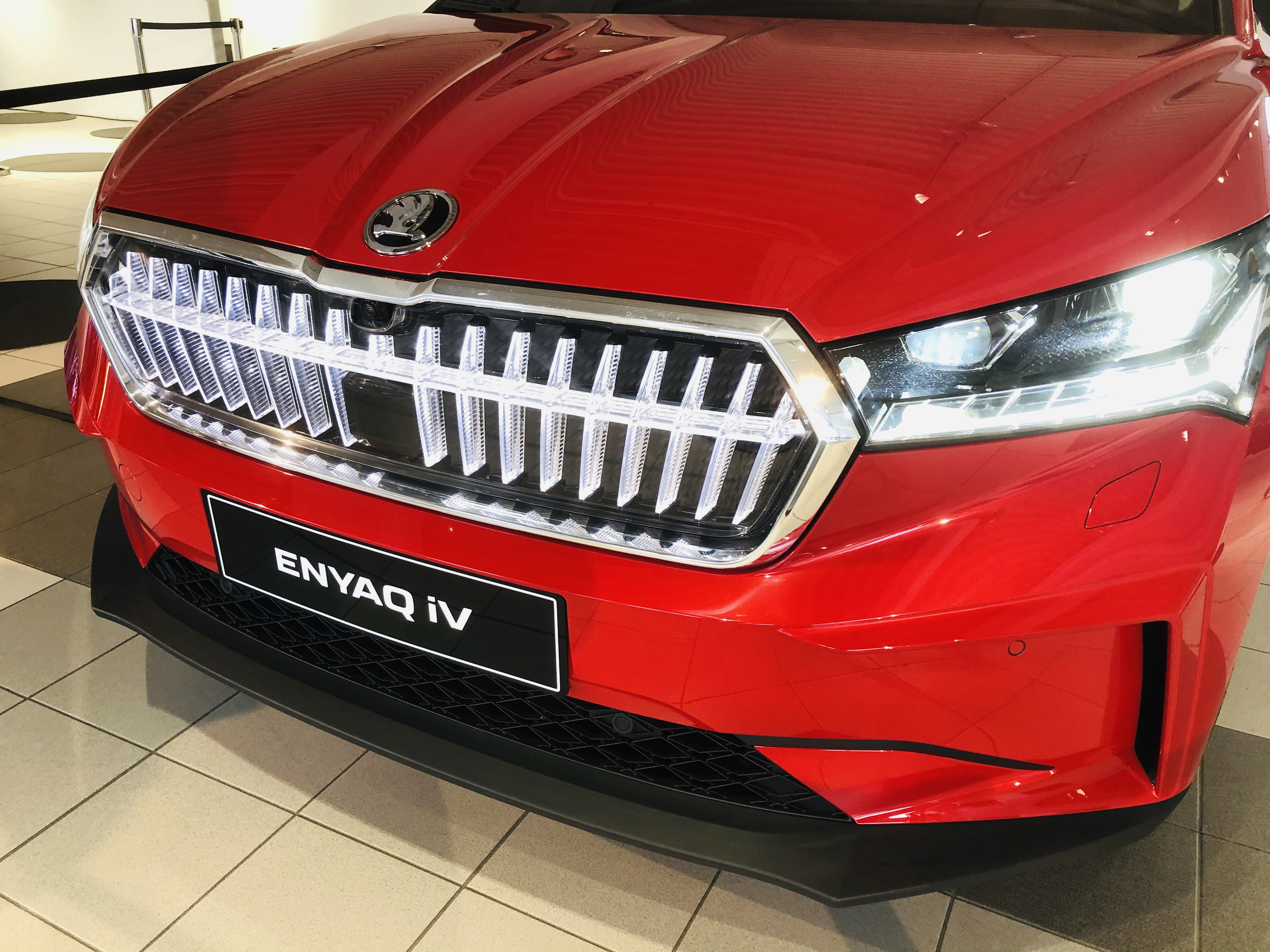
Részlet az elülső hűtőrácsról, amely világító LED-ekből áll
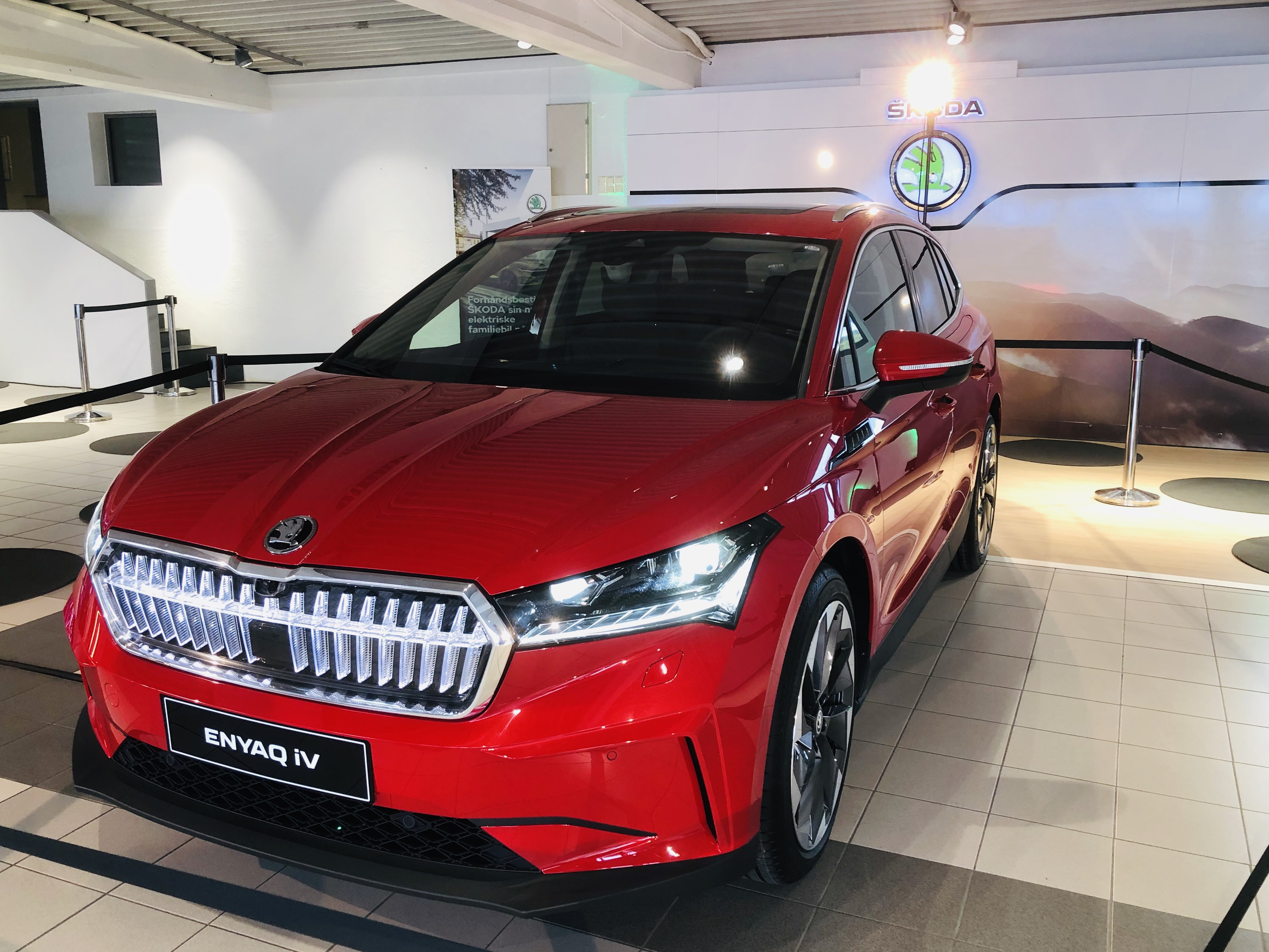
Elölnézetből
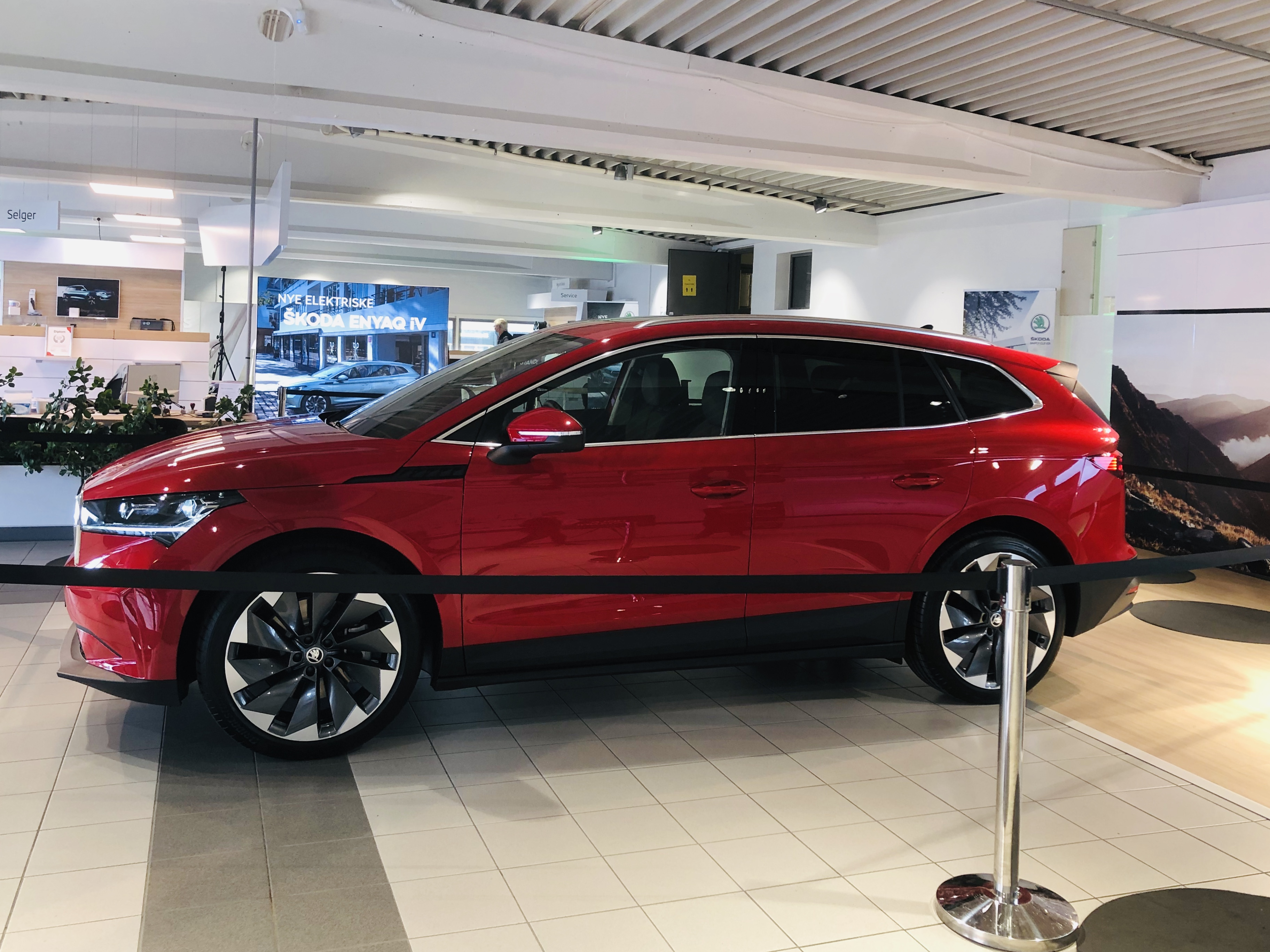
Oldalnézetből
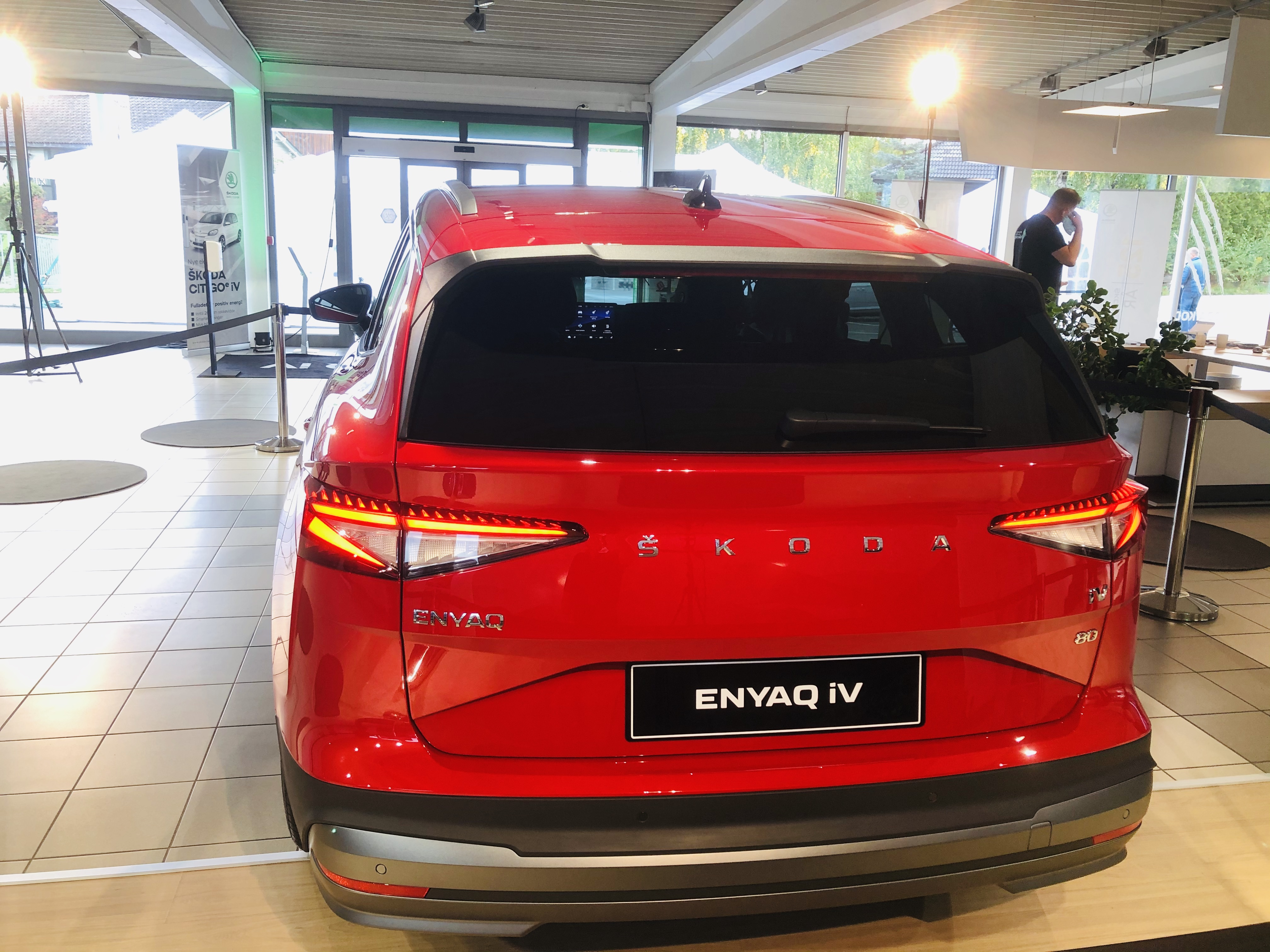
Hátulnézetből
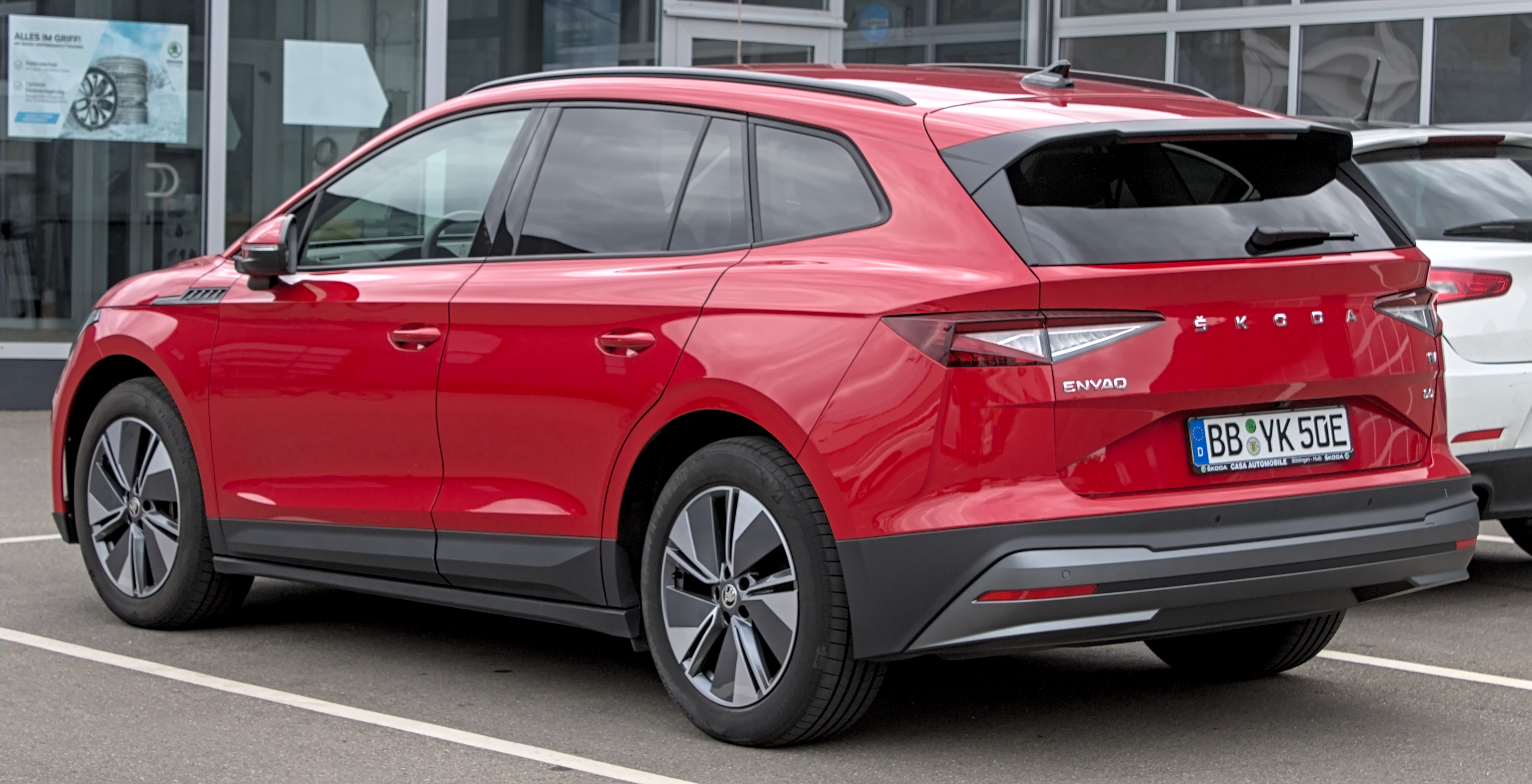
Hátulnézetből
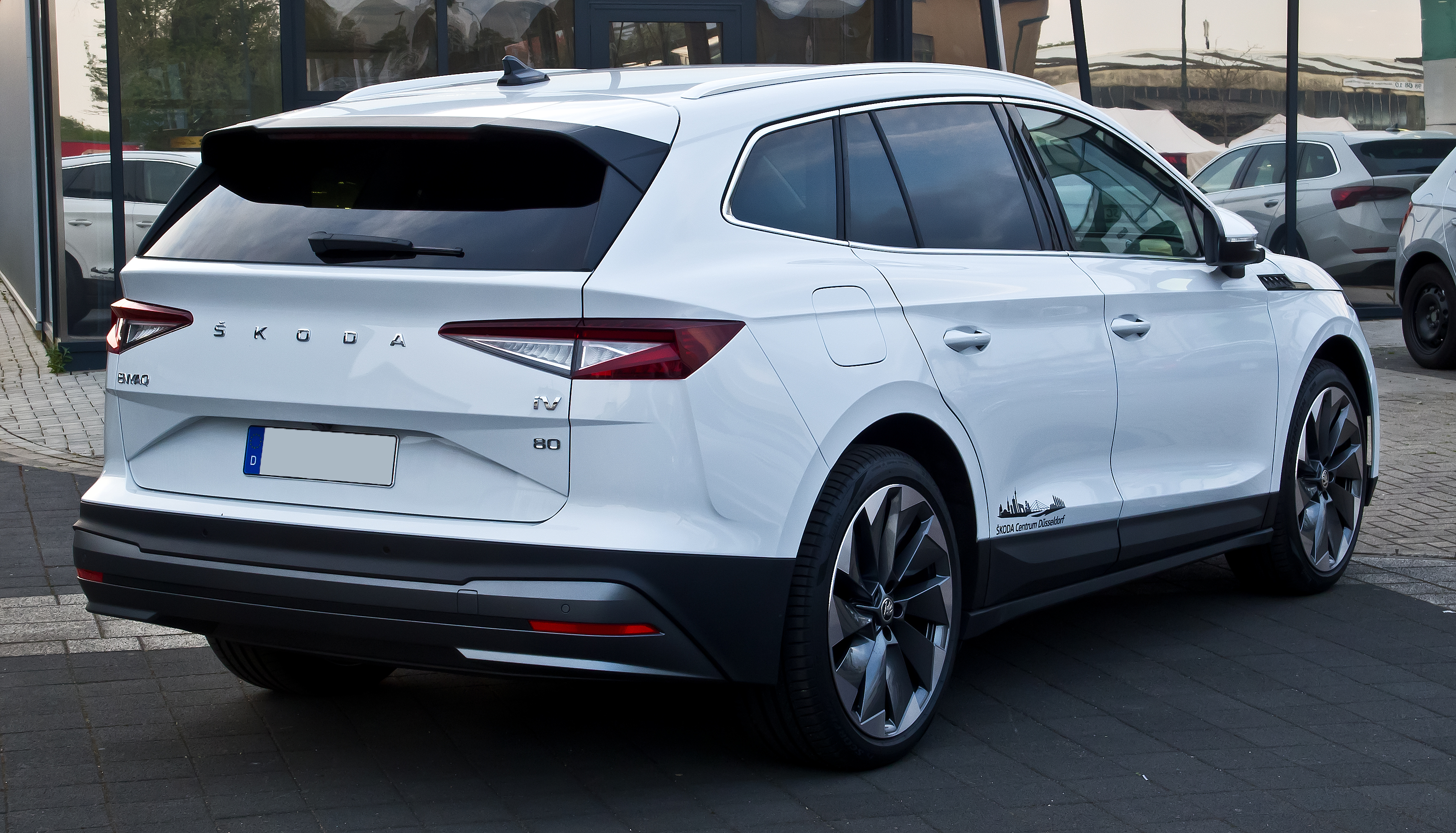
Hátulnézetből
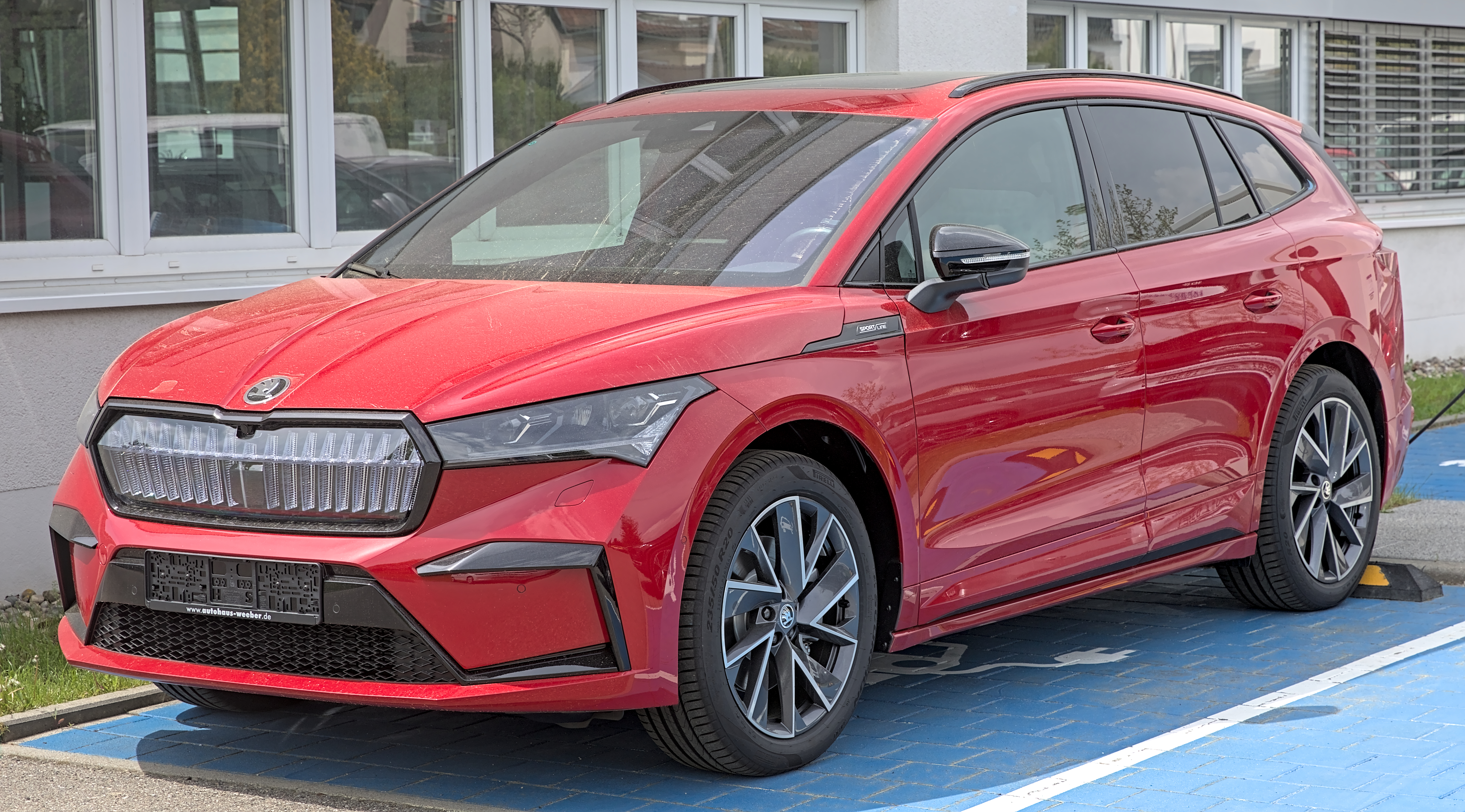
Škoda Enyaq iV – Sportline változat
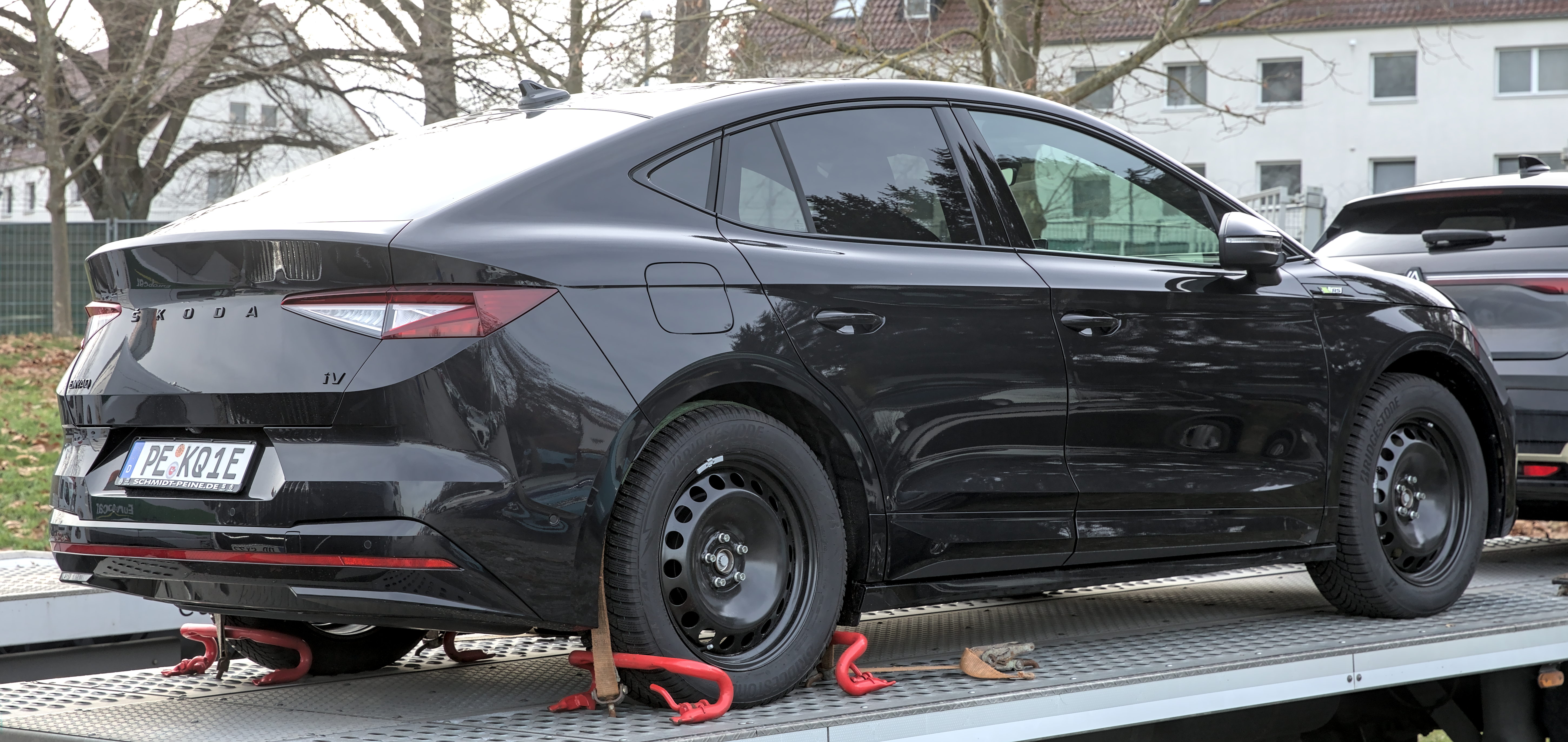
Škoda Enyaq Coupé RS iV
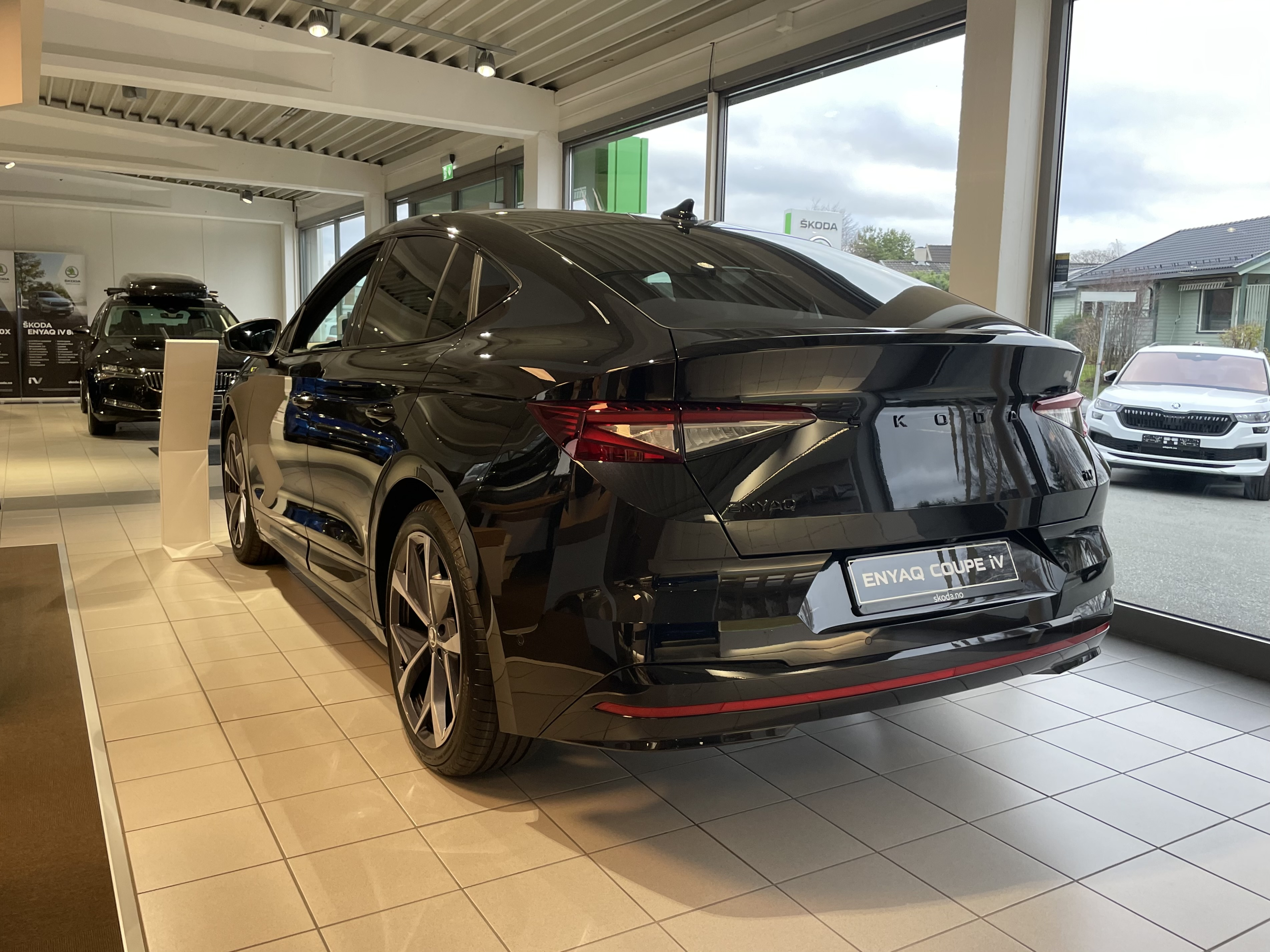
Škoda Enyaq Coupé RS iV
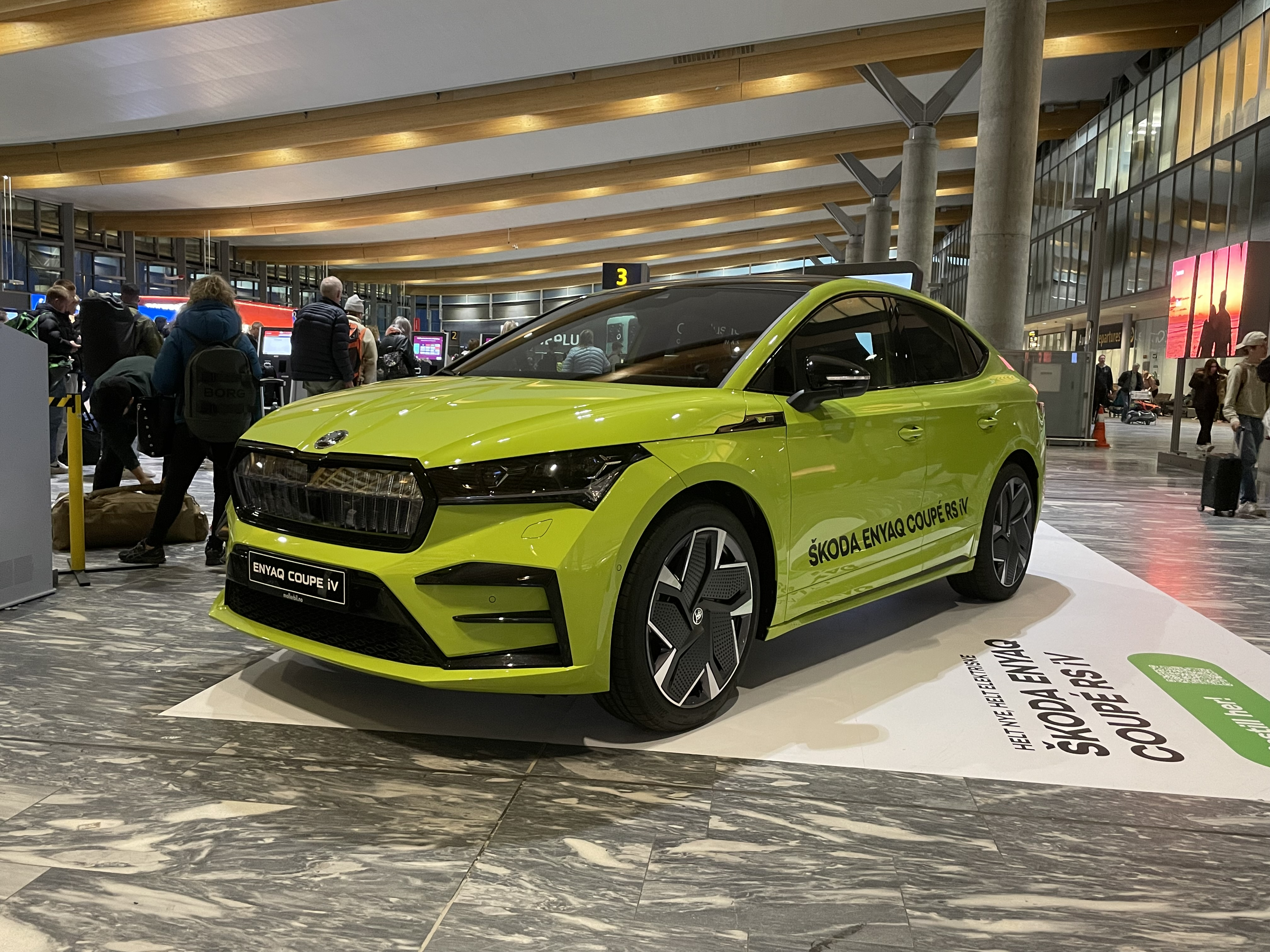
Škoda Enyaq Coupé RS iV
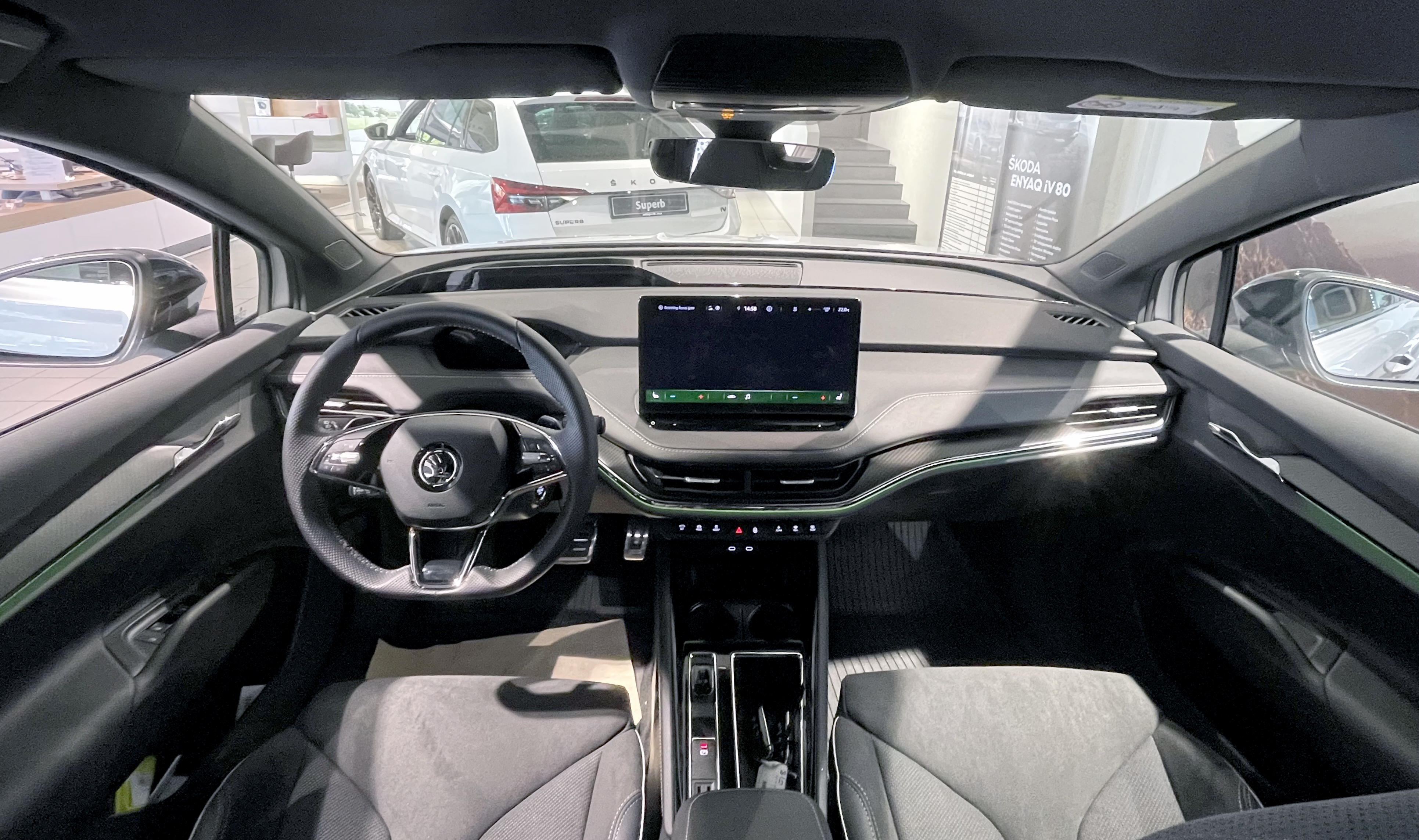
A Škoda Enyaq iV belső tere
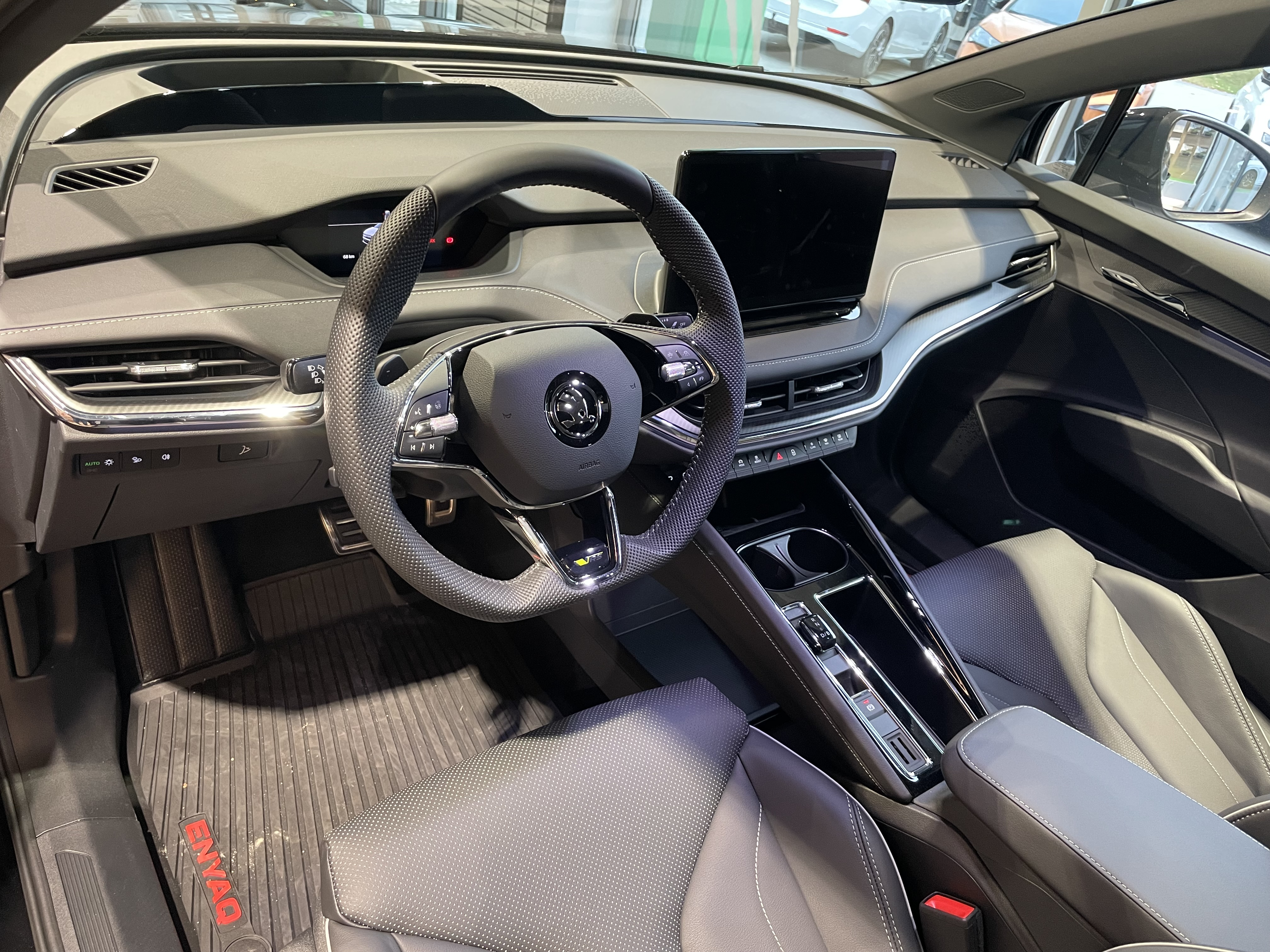
A Škoda Enyaq iV belső tere
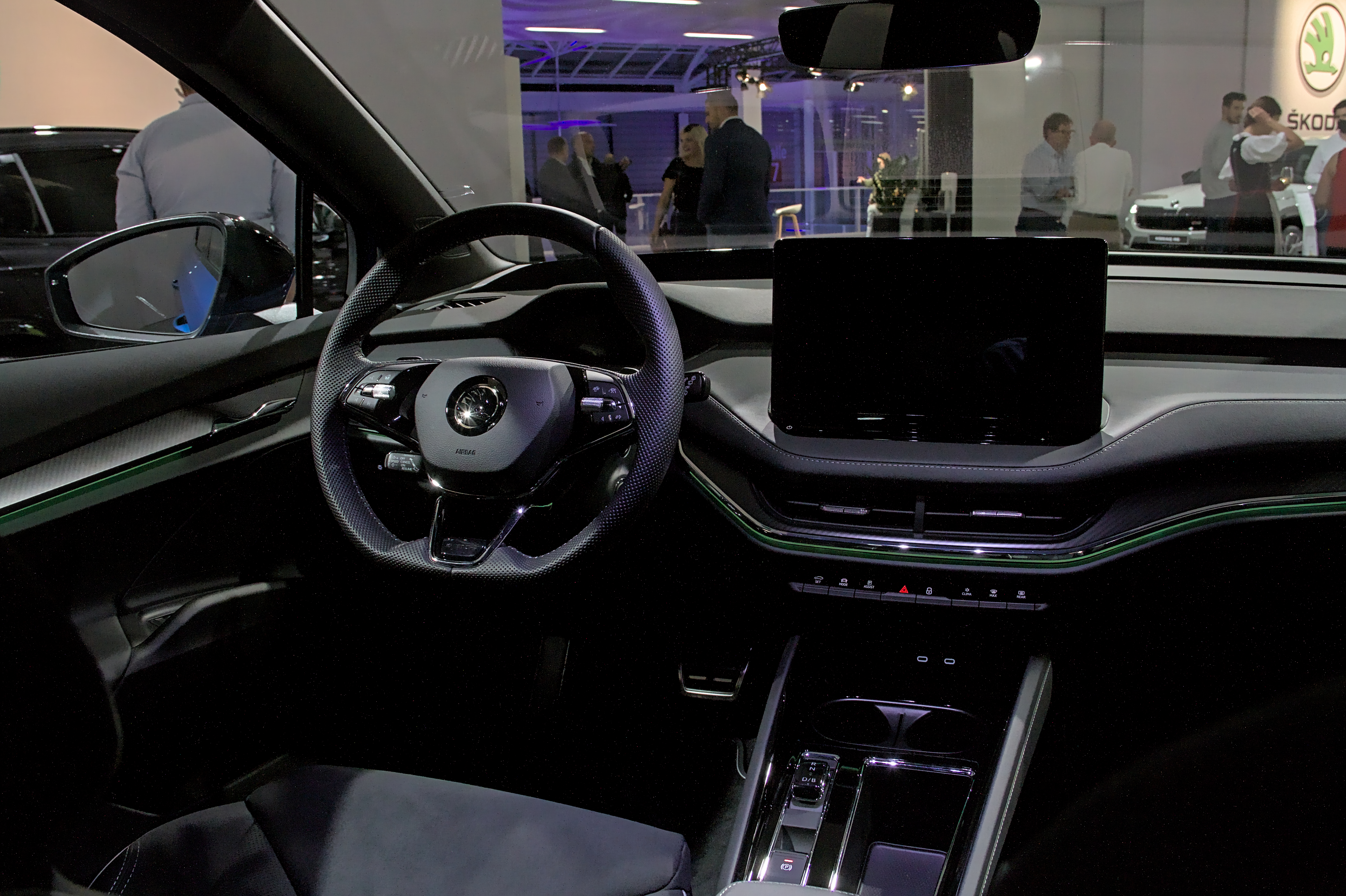
A Škoda Enyak iV belső tere
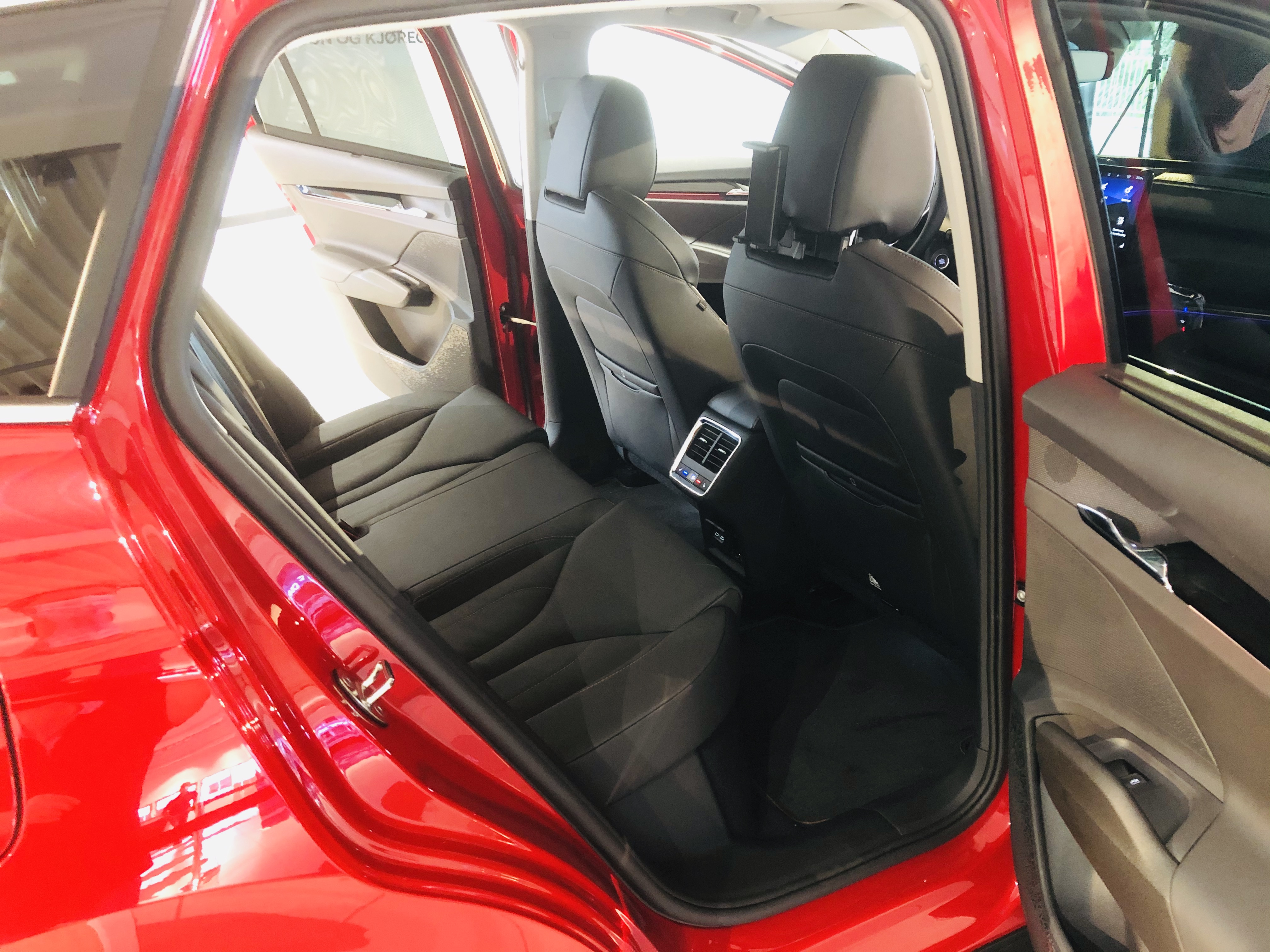
A Škoda Enyaq hátsó üléssora
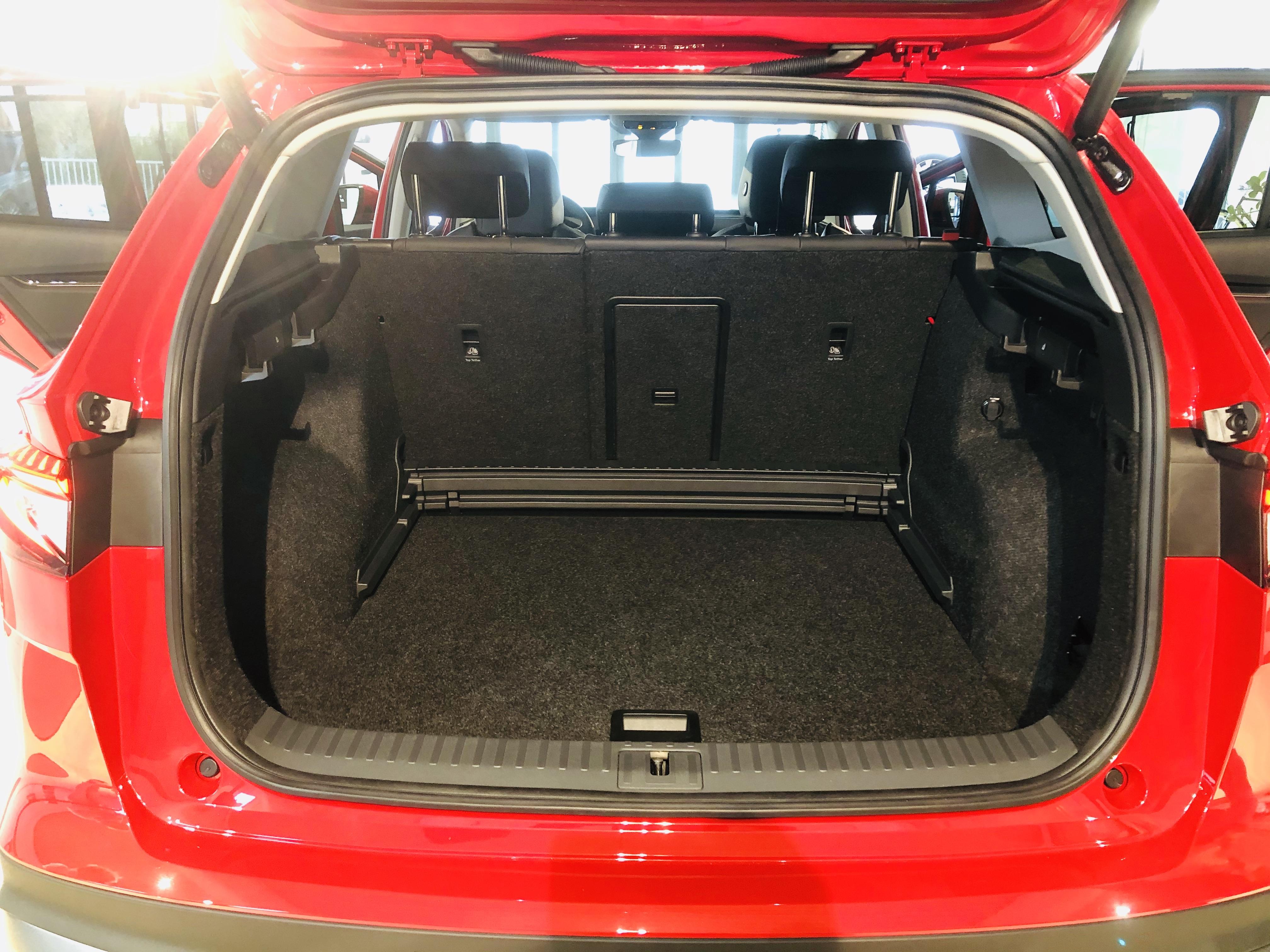
A Škoda Enyaq csomagtartója

Az aerodinamikailag formált külső tükrök és kerekek, a zárt hűtőrács, az állítható hűtőroló és a sima padlózatú Enyaq légellenállási együtthatója (cw) 0,26.

### Biztonság
2021 tavaszán az Euro NCAP tesztelte a járművet a járműbiztonság szempontjából. Öt csillagot kapott a lehetséges ötből.

### Hajtás
Minden változatot elsősorban a jármű hátsó tengelyén elhelyezett állandó mágneses szinkrongép hajt. A két legerősebb változat, a 80X és az RS szintén aszinkron géppel van felszerelve az első tengelyen, és ezért összkerékhajtásúak. A jármű végsebessége elektronikusan 160-ra km/órára van beállítva; kivétel az RS változat, melynek végsebessége 180 km/óra.

### Akkumulátor
A meghajtó akkumulátor egy tasakos cellás–lítium-ion akkumulátor, legfeljebb 408 voltos névleges feszültséggel, és a padlóba van beszerelve. Három különböző kapacitást kínálnak, de ezek nem szabadon választhatók, hanem a modellváltozathoz kapcsolódnak. Az Enyaq iV 50 változat 55 kWh névleges energiatartalmú meghajtó akkumulátorral rendelkezik, ebből 52 kWh használható. Az Enyaq iV 60 középső változata 62 kWh-s névleges energiatartalmú akkumulátorral rendelkezik, ebből 58 kWh használható. A legnagyobb hatótávolságú és legnagyobb teljesítményű Enyaq iV 80, 80X és RS változatok 82 kWh névleges energiatartalmú akkumulátorral rendelkeznek, ebből 77 kWh felhasználható; tizenkét modulon van elosztva. Az akkumulátorok garanciális ideje nyolc év vagy 160 000 kilométer. A 80-as változatokban a modulok egyenként cserélhetők.

### Töltési technológia
Az Enyaq akár 11 kW-tal is tölthető a beépített töltőn keresztül (3 × 230 A, 16 A háromfázisú) háromfázisú csatlakozással tölthető (közepes és nagy akkumulátor), a kis akkumulátor 7.2 kW (16 A kétfázisú); a háromfázisú csatlakozás három fázisából csak kettő használata lehetséges. Háztartási konnektorról is tölthető.
A maximális töltési teljesítmény a CCS töltőállomásokon (egyenáram) alapkivitelben 50 kW. Az akkumulátor változattól függően akár 100 kW töltési kapacitás (Enyaq iV 60) vagy 125 kW (Enyaq iV 80, 80X és RS) lehetséges.
A 2022-es modellévben a standard DC töltési kapacitás (egyenáram) a kis 52 kWh-s és közepes 58 kWh-s akkumulátorral kapcsolatban 100 kW-ra nő (Enyaq iV 50, 60). A nagy, 77 kWh-s akkumulátorral felszerelt modellek (Enyaq iV 80, 80X és RS) gyárilag 125 kW maximális egyenáramú töltési kapacitást érnek el.
Az autó előtt MacPherson rugóstagok vannak. Mivel elöl nincs belső égésű motor, a kerekek nagy szögben forgathatók, így a Škoda Fabiához hasonlóan 9,3 méteres fordulókör (hátsókerék-hajtással) lehetséges. A Sport vezetési mód a kormányzás reakcióképességét is befolyásolja. Hátul többlengőkaros tengely van felszerelve.
A Sportline változatban a karosszéria 1,5 cm-rel alacsonyabb. Az opcionális DCC adaptív futómű-vezérlés folyamatosan értékeli a vezetési helyzetet, és ennek megfelelően állítja be a lengéscsillapítást és a kormányzást.

## Műszaki adatok
|                                        | Enyaq iV 50                  | Enyaq iV 60          | Enyaq iV 80          | Enyaq iV 80X       | Enyaq iV RS        |
| -------------------------------------- | ---------------------------- | -------------------- | -------------------- | ------------------ | ------------------ |
| Gyártási időszak                       | 2021. április – 2022. június | 2020. novembertől    | 2020. novembertől    | 2021. júniustól    | 2022-től           |
| Max. teljesítmény                      | –                            | –                    | –                    | 195 kW             | 220 kW             |
| Max. teljesítmény az első tengelyen    | –                            | –                    | –                    | 75 kW              | 75 kW              |
| Max. teljesítmény a hátsó tengelyen    | 109 kW                       | 132 kW               | 150 kW               | 150 kW             | 150 kW             |
| Max. nyomaték                          | –                            | –                    | –                    | 425 Nm             | 460 Nm             |
| Max nyomaték az első tengelyen         | –                            | –                    | –                    | 150 Nm             | 150 Nm             |
| Max. nyomaték a hátsó tengelyen        | 220 Nm                       | 310 Nm               | 310 Nm               | 310 Nm             | 310 Nm             |
| Meghajtás típusa, sorozat              | hátsókerék-meghajtás         | hátsókerék-meghajtás | hátsókerék-meghajtás | összkerékmeghajtás | összkerékmeghajtás |
| Gyorsulás, 0–100 km/óra                | 11,3 mp                      | 8,8 mp               | 8,7 mp               | 6,9 mp             | 6,5 mp             |
| Maximális sebesség                     | 160 km/h                     | 160 km/h             | 160 km/h             | 160 km/h           | 180 km/h           |
| Akkumulátor kapacitása, bruttó / nettó | 55 kWh / 52 kWh              | 62 kWh / 58 kWh      | 82 kWh / 77 kWh      | 82 kWh / 77 kWh    | 82 kWh / 77 kWh    |
| Hatótávolság (WLTP)                    | 362 km                       | 412 km               | 534 km               | 496 km             | 460 km             |
| Sávkör / fordulókör                    | 9,3 m / 10,9 m               | 9,3 m / 10,9 m       | 9,3 m / 10,9 m       | 10,8 m / 11,6 m    | 10,8 m / 11,6 m    |

## Felszereltség
A kétzónás automata klímaberendezés része az alapfelszereltségnek. A magasabb felszereltségű változatokhoz gyapjúból és italosüvegekből készült újrahasznosított PET szálakból vagy olajfalevél kivonattal cserzett bőrből készült üléshuzatok kaphatók. Az Enyaq az első Škoda modell, amely kiterjesztett valósággal felszerelt head-up kijelzővel rendelkezik. Továbbá ez a jármű jégkaparóval és a töltőkábel tisztítására szolgáló szivaccsal is rendelkezik.
Az elektromos ellenállásfűtés helyett felár ellenében hőszivattyú is elérhető. Egy másik lehetőség a hűtőrács első világítása 130 LED-del ("Crystal Face").

## Értékesítési adatok
A gyártás első évében, 2020-ban 939 darab, míg 2021-ben 49 811 darab Škoda Enyaq iV-t gyártottak.
| Év     | Darabszám | forrás |
| ------ | --------- | ------ |
| 2020   | 939       | [ 22 ] |
| 2021   | 49 811    | [ 23 ] |
| teljes | 50 750    |        |